# الظاهرية (جرابلس)
الظاهرية قرية سوريّة تتبع إداريّاً لمحافظة حلب منطقة جرابلس ناحية غندورة، بلغ تعداد سكانها 480 نسمة حسب التعداد السكاني لعام 2004.